# Seán T. O'Kelly
Seán Thomas O'Kelley (født 25. august 1882, i Dublin, Irland, død 23. november 1966 i Blackrock, Dublin, Irland) var en irsk politiker fra partiet Fianna Fáil, der var Irlands 2. præsident fra 1945 til 1959.